# Hurn
Hurn – wieś i civil parish w Anglii, w hrabstwie Dorset, w dystrykcie (unitary authority) Bournemouth, Christchurch and Poole. Leży 44 km na wschód od miasta Dorchester i 144 km na południowy zachód od Londynu. W 2011 roku civil parish liczyła 501 mieszkańców.